# لوغال زاغيسي
لوغال زاغيزيسي (بالسومرية: 𒈗𒍠𒄀𒋛) الأومي (حكم من 2296-2270 ق. م) وهو آخر ملك سومري “كان كوتي الاصل “قبل مجيء سرجون الأكدي والذي تمكن من توحيد بلاد سومر وسماها الإقليم (قلاما) قبل أن ينقض عليها سرجون ليكون بعدها إمبراطوريته الأكدية، وهو الملك الوحيد من سلالة أوروك الثالثة.

## حكمه
بداية حكم هذا الملك كانت صعبة إذ في البداية كان حاكم لمدينة أوما وبعد ذلك بدأ يضم المدن السومرية الواحدة تلو الآخرى، حيث تمكن من هزيمة ملك كيش أور زبابا وثم هزم ملك لكش أوروكاجينا وضم بعد ذلك أور ونيبور ولارسا وأوروك، وجعل من مدينة أوروك عاصمة له وحكمها لمدة 25 أو 34 سنة حسب قائمة الملوك السومريين.
لوغال زاغيزي سي إدعى بأنه ابن الإلهة إنليل، ولقب نفسه بملك كل الأراضي ما بين البحرين العلوي والسفلي، أي ما بين البحر الأبيض المتوسط شمالا والخليج العربي جنوبا حاليا، لكن المؤرخين يقولون بأن لوغال زاغيزي سي لم يصل إلى البحر المتوسط. إذ يقول المؤرخون أن النقوش بعثت أساطير عن لوغال زاغيزي سي مثلما بعثت عن لوغال أني موندو ملك أداب إذ يقولون أن سرجون الآكدي هو أول من وصل إلى البحر المتوسط من بلاد سومر.
حسب النصوص البابلية تقول بأن سرجون الأكدي هزم لوغال زاغيزي سي في معركة الوركاء حيث هدم أسوار أوروك وألقى القبض عليه وساقه بعنقه إلى معبد إنليل في نيبور.